# Ровигана (Падова)
Ровигана (итал. Rovigana) насеље је у Италији у округу Падова, региону Венето.
Према процени из 2011. године у насељу је живело 25 становника. Насеље се налази на надморској висини од 5 m.